# 社会主义工党 (英国1996年)
社会主义工党（英語：Socialist Labour Party，缩写为SLP）是英国的一个左翼政党。
该党成立于1996年，由反对托尼·布莱尔推行的新工党路线的部分工党左翼人士（包括托洛茨基主义者和毛主义者）组建。2004年，该党开除支持朝鲜的党员，导致大不列颠共产党（马列）的建立。
该党的意识形态是社会主义、反资本主义、财政地方主义、共和主义、硬欧洲怀疑主义。该党的领袖是Arthur Scargill，主席是John Tyrrell，副主席是Kathrine Jones，总书记是Kim Bryan，财务主管是Robert J Hawkins。该党的总部位于利物浦。2018年，该党有258名党员。